# Ackerman Nunatak
Ackerman Nunatak är en nunatak i Antarktis. Den ligger i Västantarktis. Argentina och Storbritannien gör anspråk på området. Toppen på Ackerman Nunatak är 655 meter över havet.
Terrängen runt Ackerman Nunatak är platt österut, men kuperad västerut. Terrängen runt Ackerman Nunatak sluttar österut. Trakten är obefolkad. Det finns inga samhällen i närheten.